# 藤原桂造
藤原 桂造（ふじわら けいぞう、1958年5月24日 - ）は、お笑い芸人、政治家。西脇市議会議員。

## 来歴・人物
兵庫県西脇市出身。大阪NSC1期生。
1982年に宇野栄二と漫才コンビ「うのっちょ・いもっちょ」、「ザ・ポテト」を結成して活動、同年に笑ってる場合ですよ! お笑い君こそスターだ!第31代チャンピオンとなる。1986年に解散。同年、宇野は青野敏行とコンビを組み「ポテトフライ」を結成する。翌1987年には、NHK大阪放送局主催の第17回NHK上方漫才コンテストで優秀賞を受賞するなど期待されていたが、1990年に解散。それから、宇野は「宇野ポテト」の芸名で、師匠のチャンバラトリオ・ゆうき哲也がプロデューサーを務める『難波金融伝・ミナミの帝王』シリーズで、方言指導や脇役をしていた。一方の青野は吉本新喜劇に入団。
宇野とコンビ解散後、藤原は「原桂太」、「原SHOW太」、「ダービー原」、「ダービー藤原」と芸名を変え、現在もピン芸人として活動中。競走馬のぬいぐるみを背負い各所に出没し、ハンドマイクで突如街角実況のパフォーマンスを行うことを芸風としている。別名「馬おじさん」。R-1グランプリにも何度か挑戦しているが、結果は1回戦敗退。2008年には、大阪NSC同期のピン芸人・クリスタル大坪と「おじさんブラザーズ」を組み、M-1グランプリに挑戦したが、1回戦で敗退した。
2017年10月22日の西脇市市議会議員選挙に立候補し、223票で落選。2021年10月31日の同市市議会議員選挙では539票を獲得、初当選した。

## 出演
- 笑ってる場合ですよ!（1982年、フジテレビ） - うのっちょ・いもっちょ時代
- お笑いスター誕生!!第3期グランプリシリーズ（1982年、日本テレビ） - ザ・ポテト時代